# Rocq
Pour le logiciel d'assistant de preuve, voir Rocq (logiciel).
Rocq est une ancienne commune française située dans le département du Nord et la région Hauts-de-France. Elle est rattachée à la commune de Recquignies depuis 1825.

## Géographie
Le village est traversé par la route D336.

## Histoire
La commune de Rocq est rattachée à celle de Recquignies en 1825.
Maire de Rocq de 1802 à 1807 : Henry,.

## Démographie
| 1793 | 1800 | 1806 | 1821 |
| ---- | ---- | ---- | ---- |
| 78   | 111  | 91   | 101  |

## Lieux et monuments
- Église Saint-Martin du début du XVIe siècle